# Peponocranium orbiculatum
Peponocranium orbiculatum là một loài nhện trong họ Linyphiidae.
Loài này thuộc chi Peponocranium. Peponocranium orbiculatum được Octavius Pickard-Cambridge miêu tả năm 1882.